# هيكتور فاغنر
هيكتور فاغنر هو لاعب كرة قاعدة دومينيكاني، ولد في 26 نوفمبر 1968 في سان خوان دي لا ماغوانا في جمهورية الدومينيكان، وتوفي في 5 يونيو 2017 في كليفتون في الولايات المتحدة بسبب سرطان المعدة.

## وصلات خارجية
- هيكتور فاغنر على موقعبيزبول رفرنس.كوم (الدوري الرئيسي) (الإنجليزية)
- هيكتور فاغنر على موقعبيزبول رفرنس.كوم (الدوري الثانوي) (الإنجليزية)